# Guy Fontanet
Guy Fontanet (Genève, 27 juli 1927 - aldaar, 5 augustus 2014) was een Zwitsers advocaat en politicus voor de Christendemocratische Volkspartij uit het kanton Genève.

## Biografie

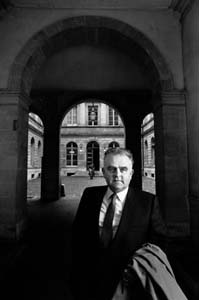
Guy Fontanet in 1982.

Guy Fontanet was een zoon van Noël Fontanet en een broer van Jean-Claude Fontanet. In 1959 huwde hij Lisette Vibert. Hij studeerde rechten en letteren aan de Universiteit van Genève en in Heidelberg en was van 1954 tot 1973 en weerom vanaf 1985 actief als advocaat. Als advocaat nam hij enkele malen de verdediging op zich van landen die hun voormalige dictators vervolgden, zoals de Filipijnen.
Vanaf 1952 was Fontanet  lid van de Christendemocratische Volkspartij. Van 1955 tot 1959 was hij gemeenteraadslid van Chêne-Bougeries. In 1957 werd hij lid van de Grote Raad van Genève, waar hij zetelde tot 1973. In dat jaar werd hij lid van de Staatsraad van Genève, waarin hij zetelde tot 1985 en bevoegd was voor justitie en politie. Hij hervormde enkele kantonnale wetboeken, voerde de juridische bijstand in, reguleerde de advocatuur, het politieambt en de digitale gegevensbescherming, bouwde de gevangenis van Champ-Dollon en bracht het openbaar vervoer in handen van de kantonnale overheid. Na de Zwitserse parlementsverkiezingen van 1971 zetelde hij van 29 november 1971 tot 1 september 1978 in de Nationale Raad.
Tot 1993 zat Fontanet de raad van bestuur van de Caisse d'épargne de Genève voor. Hij zetelde tevens in de Widmercommissie, die zich boog over de Jurakwestie.